# ایچیجو تاداکا

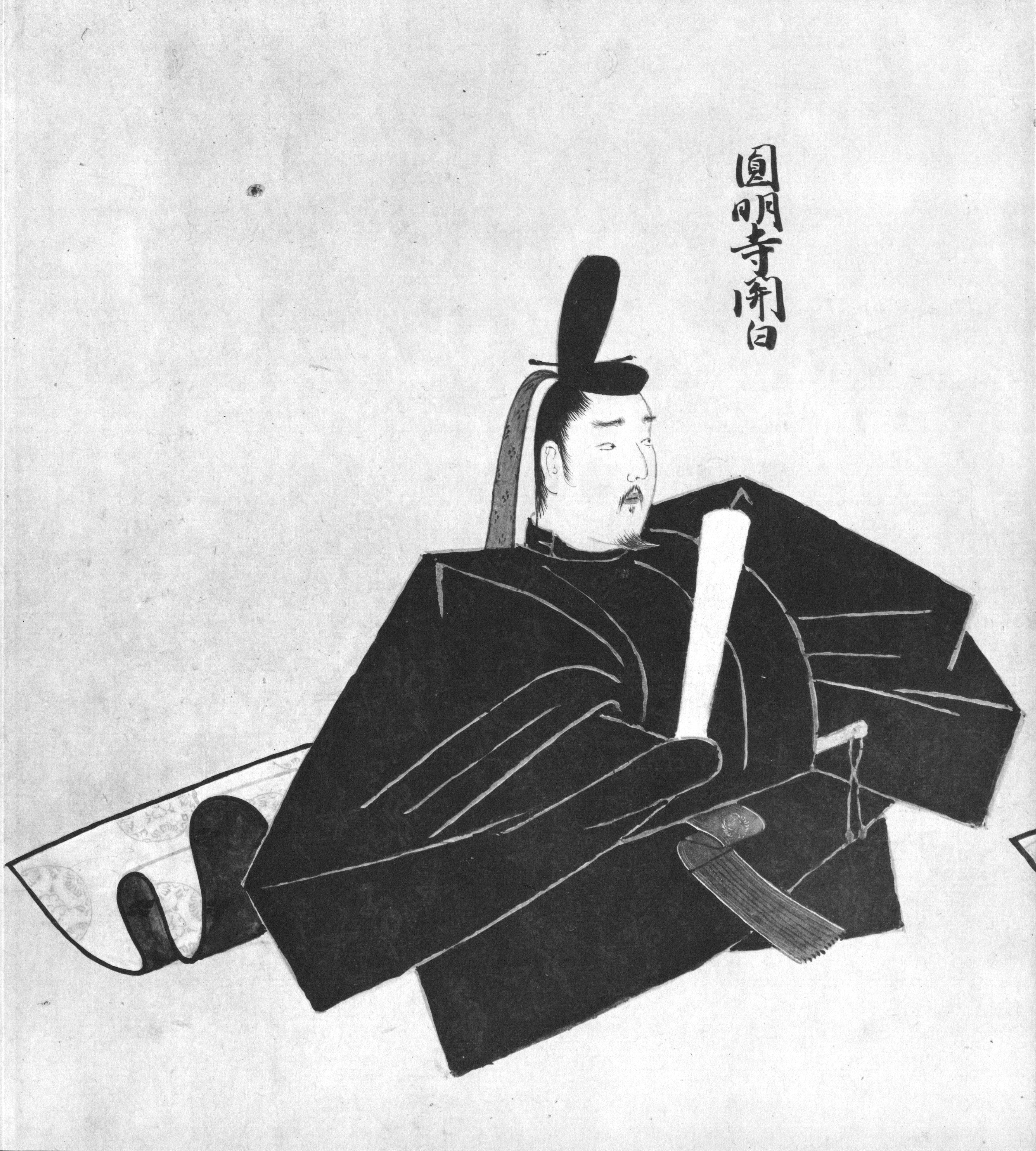
تمثالی از ایچیجو تاداکا

ایچیجو تاداکا (به ژاپنی: 一条 忠香 いちじょう ただか) کوگیو و کانپاکو (مقامی گفته می‌شود که به‌جای امپراتور ژاپن؛ سیاست را اداره می‌کرد. کانپاکو بالاترین مقام در دولت به‌شمار می‌رفت. کانپاکو از لحاظ نظری یک نوع مشاور ارشد برای امپراتور بود) بود. او همچنین سادایجین (وزیر چپ) در زمان امپراتوری امپراتور کومی بود.
او پدر تنی امپراتریس شوکن همسر امپراتور میجی و پدرخواندهٔ ایچیجو تروکو (نخستین نامزد توکوگاوا یوشی‌نوبو) و همچنین پدرخواندهٔ ایچیجو میکاکو زن اصلی (سی‌شیتسو) یا میدای‌دوکورو شوگون پانزدهم توکوگاوا یوشی‌نوبو بود.